# Pedro Crisólogo
Pedro Crisólogo (em grego: Ἅγιος Πέτρος ὁ Χρυσολόγος; romaniz.: Petros Chrysologos; "Pedro das palavras de ouro"; em latim: Petrus Chrysologus) foi bispo de Ravenna de 433 até sua morte. Venerado como santo por católicos e ortodoxos, é autor de belas homilias e daí ser "Crisólogo", isto é, "Palavra de Ouro". Foi também proclamado Doutor da Igreja pelo papa Bento XIII em 1729.

## Biografia
Pedro nasceu em Ímola, onde Cornélio, bispo da cidade, o batizou, educou e ordenou diácono. Por influência do imperador romano do ocidente Valentiniano III, tornou-se arcediago até que, finalmente, Sisto III nomeou-o bispo de Ravena (é possível que tenha sido arcebispo) por volta de 433, desprezando o candidato proposto pela população da cidade. O relato tradicional, que aparece no "Breviário Romano", é que Sisto teria tido uma visão de São Pedro (o primeiro papa) e Santo Apolinário de Ravena (o primeiro bispo da cidade) que lhe mostraram um jovem rapaz que seria o próximo bispo de Ravena. Quando o grupo de Ravena chegou, incluindo Cornélio e seu arcediago (Pedro), Sisto reconheceu-o como sendo o jovem de sua visão e consagrou-o bispo.
A população já conhecia Pedro, o "doutor das homilias", por seus breves e inspirados discursos. Conta o relato que ele os compunha curtos pois temia entediar sua audiência. Sua piedade e zelo lhe valeram admiração universal. Depois de ouvir sua primeira homilia como bispo, a imperatriz romana Gala Placídia teria supostamente chamado-o de Chrysologus, que significa "das palavras de ouro" e passou, a partir daí, a patrocinar diversos projetos de Pedro.
Em suas homilias sobreviventes, Pedro explica os textos bíblicos de forma breve e concisa. Nelas, ele condena o arianismo e o monofisismo como heresias e explica de forma muito bela o "Credo dos Apóstolos", o mistério da Encarnação e outros tópicos difíceis utilizando uma linguagem simples e clara. Pedro dedicou uma série de homilias a São João Batista e à Virgem Maria. Ele defendia que os fieis tomassem a Eucaristia diariamente e urgia seus ouvintes a confiar no perdão oferecido através de Cristo. Ele era ainda um amigo pessoal do papa Leão Magno (r. 440-461), outro Doutor da Igreja.
Um sínodo realizado em Constantinopla em 448 condenou Eutiques por sua doutrina monofisista. Inconformado, ele apelou a Pedro Crisólogo, mas não conseguiu convencê-lo. Os atos do Concílio de Calcedônia (451) preservam o texto da carta que Pedro enviou com a resposta para Eutiques na qual ele admoesta-o por não aceitar as determinações do concílio e urge que ele obedeça ao bispo de Roma como sucessor de São Pedro.
O arcebispo Félix de Ravena, no início do século VIII, colecionou e preservou 176 de suas homilias. Depois disso, elas foram editadas e traduzidas por muitos autores e para diversas línguas.

## Morte e veneração
Pedro Crisólogo morreu por volta de 450 durante uma visita a Ímola, sua cidade natal. A mais antiga referência literária afirma que a data era 2 de dezembro, mas uma interpretação mais moderna da "Liber Pontificalis Ecclesiae Ravennatis" (século IX) indica que ele morreu em 31 de julho.
Em 1729, quando ele foi declarado Doutor da Igreja, sua festa, que ainda não constava no Calendário tridentino, foi inserido no Calendário de santos da Igreja Católica em 4 de dezembro. Em 1969, depois do Concílio Vaticano II, sua festa foi movida para 30 de julho, a mais próxima possível do dia de sua morte, 31 de julho, que já era a festa de Santo Inácio de Loyola.
Um retrato de São Pedro Crisólogo de sua época pode ser visto nos mosaicos da Igreja de São João Evangelista em Ravena, no qual ele aparece entre os membros das famílias imperiais do oriente e do ocidente, uma prova de sua extraordinária influência.